# الكاميرون الألمانية

علم الكاميرون الألمانية

الكاميرون الألمانية (بالألمانية: Kamerun) مستعمرة للإمبراطورية الألمانية اسست في 12 يوليو 1884 في عهد فيلهلم الأول في زمن التدافع على أفريقيا و كانت جزء من الحملة الاستعمارية الالمانية (1884-1912) لكنها احتلت بعد هزيمة الألمان في الحرب العالمية الاولى.

## التاريخ

### القرن التاسع عشر
تم تأسيس أول موقع تجاري ألماني في منطقة دوالا على دلتا نهر الكاميرون (حالياً دلتا نهر ووري) في عام 1868 من قبل الشركة التجارية الهامبورغية ك.فورمان. توسع وكيل الشركة في الغابون يوهانس تورميلين الأنشطة في دلتا نهر الكاميرون. في عام 1874، رفقة وكيل فورمان في ليبيريا فيلهلم يانتسن، أسس التجاران شركاتهم الخاصة يانتسن وتورميلن هناك.
توسع كلا البيتان بغرب أفريقيا في الشحن بسفنهم الشراعية والبواخر الخاصة وافتتحا رحلات للركاب وخدمات نقل البضائع بين هامبورغ ودوالا. شراء هذه الشركات وغيرها مساحة واسعة من الزعماء المحليين، وبدأت عمليات شتل منهجي، بما في ذلك الموز.
عام 1884، ادولف فورمان، ممثلاً جميع شركات غرب أفريقيا كمتحدث باسمهم، التمس إلى مكتب الخارجية الإمبراطورية «الحماية» من قبل الامبراطورية الألمانية. سعى المستشار أوتو فون بسمارك للاستفادة من التجار بالموقع في حكم المنطقة من خلال «شركات ذات امتياز» (جمعيات تشكلت من مستثمرين أو مساهمين لغرض الاستكشاف والتجارة والاستعمار.). ومع ذلك، استجابةً لاقتراح بسمارك سحبت شركات عريضتها.
في صميم المصالح التجارية كان السعي وراء أنشطة تجارية مربحة تحت حماية الرايخ، ولكن كان هناك تصميم أن تكون هذه الكيانات بمنئ عن ارتباطات سياسية. في نهاية المطاف استجاب بسمارك لموقف فورمان وأوعز إلى الأميرالية بإرسال زورق حربي. كعرض للمصالح الألمانية، وصل الزورق الحربي إس إم إس Möwe إلى غرب أفريقيا.

## معرض صور

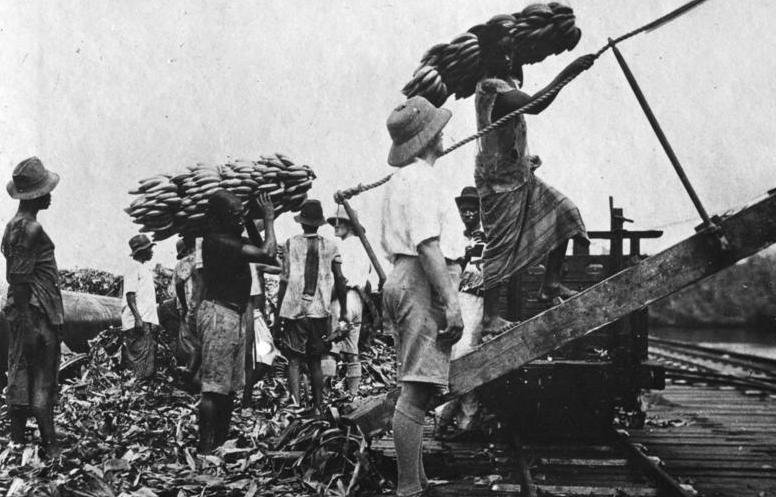
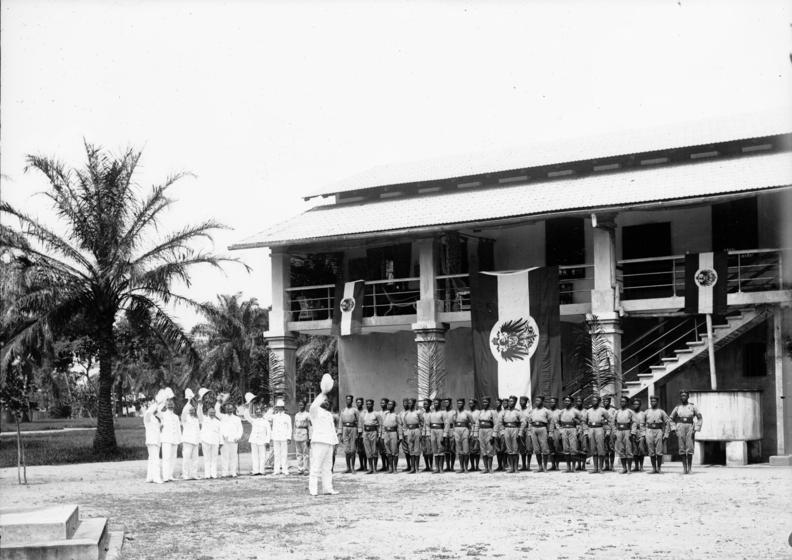
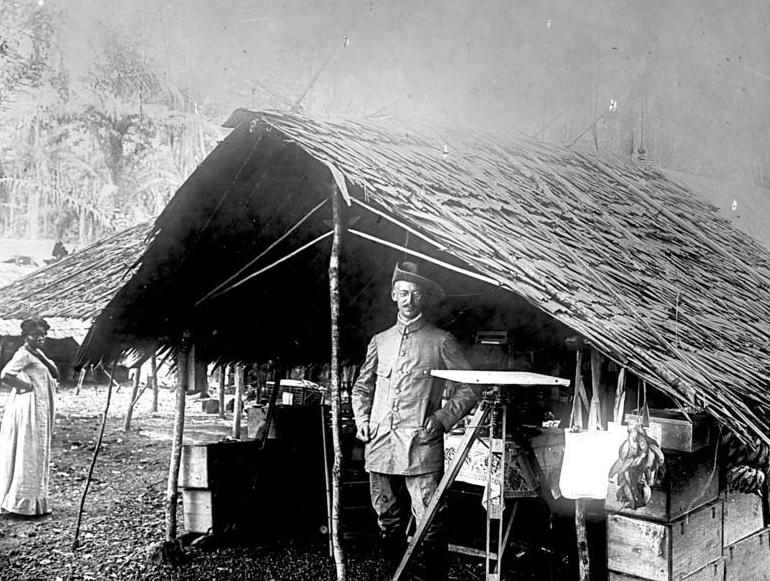